# Roman Prahl
Roman Prahl (* 30. května 1949, Praha) je historik umění, výtvarný kritik, estetik, kurátor, muzejní pracovník a vysokoškolský pedagog.

## Život
V letech 1964-1968 absolvoval Střední odbornou školu výtvarnou na Hollarově nám. v Praze. Od roku 1968 studoval na Filozofické fakultě Univerzity Karlovy dějiny umění (prof. P. Wittlich) a estetiku. Studia ukončil roku 1974 diplomovou prací Teorie ornamentu na přelomu 19. a 20. století (1975 uznána jako rigorózní, PhDr.). Roku 1987 obhájil kandidátskou dizertaci Umělec, jeho ateliér a jeho umění. Téma české malby 19. století (CSc.)
V letech 1973-1974 byl externím pracovníkem Ústavu teorie a dějin umění ČSAV, ale z politických důvodů nebyla jeho smlouva prodloužena. Později působil jako odborný pracovník pražského SSPPOP (1976-1977) a pak až do roku 1994 jako odborný pracovník v oddělení českého umění 19. století Národní galerie v Praze. V letech 1990-1991 byl vědeckým tajemníkem Národní galerie. Za normalizace byl důležitou osobností prostředí nezávislé kulturní scény, zejména jako hlavní kurátor výstav v Divadle v Nerudovce. Byl kurátorem i v dalších nezávislých malých galeriích - brněnské Galerii mladých, ÚMCH (Galerie Makráč), Muzeu Roztoky, MKS Dobříš, Galerii Opatov, galerii Zlatá lilie, Galerii u Řečických, Atriu na Žižkově.
Od roku 1991 pracuje v Ústavu pro dějiny umění Filozofické fakulty Univerzity Karlovy, do roku 1994 jako externí pedagog, 1994-2001 jako odborný asistent. Roku 2001 se zde habilitoval, od roku 2005 je členem oborové rady Ústavu pro dějiny umění, roku 2006 byl jmenován profesorem dějin umění. Je zástupcem ředitele ÚDU FF UK.
Od roku 1980 byl členem týmu pro přípravu mezioborových sympozií k české kultuře 19. století v Plzni. Organizačně se podílel na 1. a 2. sjezdu českých historiků umění. Byl jedním ze zakladatelů Uměleckohistorické společnosti (1990), členem redakční rady Bulletinu UHS a členem výboru UHS, v letech 2002-2004 předseda UHS. V letech 1990-1994 byl šéfredaktorem Bulletinu Národní galerie v Praze. Publikuje v časopisech Umění, Umění a řemesla, Ateliér, Dějiny a současnost, Bulletin SÚPP, Přítomnost, Belvedere, Bulletin NG, Staletá Praha, ad. Je autorem hesel v Nové encyklopedii českého výtvarného umění (Academia, 1995).

## Dílo
Historik umění se specializací na výtvarné umění a architekturu od konce 18. století do počátku 20. století (1780-1914), na dějiny institucí umění a sběratelství. Jako výtvarný kritik se věnuje současnému umění.
V souladu s aktuálními tendencemi západní historie umění přehodnocuje dosavadní myšlenkové i výzkumné stereotypy a mění tak samotnou perspektivu nahlížení na 19. století. Zabývá se celkovým kontextem konkrétního díla a rozplétání dobové pavučiny politických, sociálních, ekonomických, kulturních a dalších labilních a proměnlivých vztahů, které rámují jeho vznik i pozdější recepci a hodnocení. Jeho badatelský přístup je inovativní v tom, jak pozorně si všímá institucionálního rámce tvorby a zahrnuje do něj spolky, školy, časopisy, muzea atd. Kriticky vnímá vznik dobových či pozdějších „mýtů“, které se kolem děl, autorů či celkově kolem sféry umění točí, dotvářejí dobový pohled na ně a určují jejich roli ve společenském prostředí.
Jako pedagog vede také studenty k zodpovědnému badatelskému přístupu ke zpracování materiálů. Učí je číst pozorně a zodpovědně tak, aby pochopili celkový kontext bez ohledu na paušální úsudky a zažité stereotypy vnímání. Takový přístup často vede k naprostému přeformulování dosavadních interpretací určitého díla a k velmi plastickému a mnohovrstevnému chápání uměleckých fenoménů, které byly dříve přehlížené či zjednodušené.